# كارولين مونرو
كارولين مونرو (بالإنجليزية: Caroline Munro)‏ (16 يناير 1949 -)، ممثلة بريطانية ولدت في ويندسور ب المملكة المتحدة، وكانت إحدى فتيات جيمس بوند عندما ظهرت في فيلم الجاسوس الذي أحبني.

## روابط خارجية
- كارولين مونرو على موقع IMDb (الإنجليزية)
- كارولين مونرو على موقع ألو سيني (الفرنسية)
- كارولين مونرو على موقع تيرنر كلاسيك موفيز (الإنجليزية)
- كارولين مونرو على موقع أول موفي (الإنجليزية)
- كارولين مونرو على موقع قاعدة بيانات الأفلام السويدية (السويدية)
- كارولين مونرو على موقع إن إن دي بي (الإنجليزية)
- كارولين مونرو على موقع قاعدة بيانات الفيلم (الإنجليزية)
- كارولين مونرو على موقع كينوبويسك (الروسية)